# Rhytiphora cana
Rhytiphora cana är en skalbaggsart som först beskrevs av Mckeown 1948.  Rhytiphora cana ingår i släktet Rhytiphora och familjen långhorningar. Inga underarter finns listade i Catalogue of Life.